# (6907) Harryford
(6907) Harryford  es un asteroide perteneciente al cinturón de asteroides, descubierto el 19 de noviembre de 1990 por Robert H. McNaught desde el Observatorio de Siding Spring, en Australia.

## Designación y nombre
Harryford se designó inicialmente como 1990 WE.
Más adelante fue nombrado en honor al conservador escocés del Observatorio Mills Harry Ford (n. 1938).

## Características orbitales
Harryford orbita a una distancia media del Sol de 2,7392 ua, pudiendo acercarse hasta 2,1971 ua y alejarse hasta 3,2813 ua. Tiene una excentricidad de 0,1978 y una inclinación orbital de 9,0893° grados. Emplea en completar una órbita alrededor del Sol 1655 días.

## Características físicas
Su magnitud absoluta es 12,8. Tiene 12,137 km de diámetro. Su albedo se estima en 0,100.